# 岷江蓝雪花
岷江蓝雪花（学名：Ceratostigma willmottianum）为白花丹科蓝雪花属下的一个种。

## 扩展阅读
- 維基物種上的相關：岷江蓝雪花